# Thinea devota
Thinea devota är en insektsart som beskrevs av Melichar 1912. Thinea devota ingår i släktet Thinea och familjen Acanaloniidae. Inga underarter finns listade i Catalogue of Life.